# کی-لایت کدک پک
کی-لایت کدک پک (به انگلیسی: K-Lite Codec Pack) مجموعه‌ای رایگان از قطعه‌های نرم‌افزاری صوتی و تصویری است برای مایکروسافت ویندوز که امکان پخش فایل‌های گوناگون صوتی و تصویری را که پخش آن برای سیستم‌عامل ممکن نیست برای آن فراهم می‌سازد. این مجموعه نرم‌افزاری هم‌چنین شامل ابزارهای مرتبط دیگری نیز می‌باشد.